# James Haven
James Haven Voight (* 11. Mai 1973 in Los Angeles, Kalifornien) ist ein US-amerikanischer Schauspieler. Seine Eltern sind Jon Voight und Marcheline Bertrand. Seine Schwester ist die Schauspielerin Angelina Jolie und sein Onkel ist Chip Taylor.

## Biografie
James Haven Voight beendete im Jahr 1991 seine Schulzeit an der Beverly Hills High School, woraufhin er an der University of Southern California Film studierte. James Haven spielt seit 1998 überwiegend kleinere Rollen in Film und Fernsehen. 
In dem Thriller Ocean Park 2002 von Regisseur David W. Warfield und dem Horrorfilm Breaking Dawn 2004 übernahm Haven jeweils die männliche Hauptrolle. Breaking Dawn war das Buch- und Regiedebüt von Mark Edwin Robinson. 2012 sah man ihn in Christopher Cains Filmdrama Deep in the Heart neben Schauspielkollegen Jon Gries, Elaine Hendrix und Val Kilmer.

## Filmografie (Auswahl)

### Kino
- 1998: Hell’s Kitchen – Vorhof zur Hölle (Hell's Kitchen)
- 1999: Scrapbook
- 2001: Original Sin
- 2001: Monster’s Ball
- 2002: Ocean Park
- 2003: Hunting of Man
- 2004: Breaking Dawn
- 2006: Stay Alive
- 2012: Deep in the Heart

### Fernsehen
- 1998: Gia – Preis der Schönheit (Gia) (Fernsehfilm)
- 2004: CSI: Vegas (CSI: Crime Scene Investigation) (1 Folge)
- 2007: The Game (Fernsehserie) (1 Folge)